# أوريا (بوليا)
أوريا (بالإيطالية: Oria) هي بلدية في مقاطعة برينديزي في إقليم بوليا الإيطالي.

## السكان
في سنة 1861 بلغ عدد السكان 6٬427 نسمة، وتطور العدد ليصل في سنة 2011 لـ 15٬228 نسمة.
يظهر هذا المخطط البياني تطور النمو السكاني لـ أوريا (بوليا)

## أعلام
- شبتاي دونولو